# Money Magic
Money Magic er en amerikansk stumfilm fra 1917 af William Wolbert.

## Medvirkende
- Antonio Moreno som Ben Fordyce
- Laura Winston som Mrs. Gilman
- Edith Storey som Bertha Gilman
- William Duncan som Marshall Haney
- Florence Dye som Alice Heath